# Ole Quast
Ole Quast (Hamburg, 9 oktober 1989) is een Duits veldrijder. 
Quast won de Duitse titel bij de jeugd in 2007 (junioren) en 2011 (beloften).

## Palmares

### Veldrijden
| Seizoen   | Wereldbeker | Superprestige | Bpost trofee | WK | DK  | Overige   | Totaal aantal zeges |
| --------- | ----------- | ------------- | ------------ | -- | --- | --------- | ------------------- |
| 2011-2012 |             |               |              | ND | 9e  |           | 0                   |
| 2012-2013 |             |               |              | ND | 5e  |           | 0                   |
| 2013-2014 |             |               |              | ND | 17e | Hamburg   | 1                   |
| 2014-2015 |             |               |              | ND | 4e  | Helsingør | 1                   |